# 聚凤仡佬族侗族乡
聚凤仡佬族侗族乡是中华人民共和国贵州省铜仁市石阡县下辖的一个民族乡。

## 行政区划
聚凤仡佬族侗族乡下辖以下村级行政区划单位：
走马坪村、各旧村、指甲坪村、蓬寨村、雷鸣村、坪堡村、宝龙村、牛塘坝村、白记村、廖家屯村、柳坪村、瓮水屯村、安乐村、马家屯村、高原村、枫香屯村、马鞍山村和普乐寨村。

## 中国传统村落
- 2012年12月，黄泥坳村、廖家屯村、瓮水屯村被评为首批“中国传统村落”。
- 2013年8月，指甲坪村被评为第二批中国传统村落。